# اچی

لباس‌های کوتاه و نازک (خیس یا خشک)، مؤلفهٔ کارهای سبک اچی است.

اِچّی (به ژاپنی: エッチ Ecchi) در زبان ژاپنی به هر چیزی که «منحرف کننده»، «شیطنت‌آمیز» و «ناپاک» باشد گفته می‌شود ولی واژه‌ای متعادل است و به اندازه هنتای وقیحانه نیست. این واژه همچنین به مانگا و انیمه‌هایی که در آن شخصیت‌های مؤنث با لباس‌هایی تنگ، بسیار کوتاه یا نیمه شفاف ظاهر می‌شوند، گفته می‌شود. در چنین تصاویری هرگز آمیزش یا اعضای اصلی جنسی به نمایش در نمی‌آیند و فقط تلویحاً اشاره‌هایی به آن می‌شود.
در اچی دختران به گونه‌ای تصویر می‌شوند که با وجود آنکه می‌توانند لباس از تن بیرون آورده باشند ولی اندام‌های جنسی‌شان پیدا نیست. پوشیدن لباس‌های نازک یا خیس معمولاً در این تکنیک به کار می‌آیند. پس زمینه‌هایی با آسمان آبی و درختان پرشکوفه ساکورا، همانند که در انیمه و مانگا، در این تصاویر کار می‌شود. تصاویر دارای نمای هلندی (عکس از پایین و زاویه کج) بوده و تمام قد را به ما نشان می‌دهند و نقطه فوکوس بر روی خود سوژه است.